# Пабло Валькарсе
Пабло Валькарсе (ісп. Pablo Valcarce; нар. 3 лютого 1993, Понферрада) — іспанський футболіст, фланговий півзахисник клубу «Понферрадіна».

## Ігрова кар'єра
Народився 3 лютого 1993 року в місті Понферрада. Вихованець юнацьких команд футбольних клубів «Понферрадіна» та «Нумансія».
У дорослому футболі дебютував 2012 року виступами за другу команду останнього клубу, а протягом 2015—2018 років грав за головну команду «Нумансії».
Згодом протягом сезону захищав кольори «Мальорки», після чого 2019 року повернувся до рідної «Понферрадіни».